# Microsoft Edge
Microsoft Edge je brezplačen spletni brskalnik, ki deluje pod okoljem Windows. Leta 2015 ga je izdalo podjetje Microsoft za uporabo na novem operacijskem sistemu Windows 10. Nadomestil je brskalnik Internet Explorer.